# Hellas Verona Football Club 2012-2013
Questa voce raccoglie le informazioni riguardanti l'Hellas Verona Football Club nelle competizioni ufficiali della stagione 2012-2013.

## Stagione
L'Hellas Verona partecipa al campionato di Serie B 2012-2013 per la cinquantunesima volta nella sua storia, la settima negli ultimi dieci anni.
Il presidente Martinelli vende parte delle azioni al nuovo presidente Maurizio Setti, ex vicepresidente del Bologna, viene confermato ovviamente Andrea Mandorlini sulla panchina degli scaligeri, chiedendo al tecnico di raggiungere l'obiettivo minimo dei play-off o meglio l'accesso diretto alla Serie A.
Il mercato dell'Hellas, condotto dal nuovo direttore sportivo Sean Sogliano (ex del Palermo), rafforza la difesa della squadra e costruisce un centrocampo giudicato di categoria superiore dalla stampa specializzata. A inizio mercato arrivano Paolo Grossi, Alessandro Carrozza e Emanuel Rivas rispettivamente da Siena, Atalanta e Varese. Seguono poi gli acquisti di Armin Bačinovič (in prestito dal Palermo), José Ángel Crespo dal Bologna, Simon Laner dall'Albinoleffe, Ivan Fatić dal Chievo e Martinho dal Catania.
Arrivano a Verona anche diversi giovani: Tony Huston dal LeMans, Simone Calvano (in prestito) e Albertazzi della Primavera del Milan, i due sloveni Dino Martinović e Kris Jogan dal Gorica (che verranno subito girati in prestito ad altre squadre) e il portiere croato Simon Sluga dal Rijeka.
In seguito il mercato si è concentrato sul reparto offensivo, con l'arrivo di Andrea Cocco dall'Albinoleffe.
Nell'ultimo giorno utile di mercato sono arrivati la punta Daniele Cacia, proveniente dal Lecce, il giovane portiere della Lazio, Alessandro Berardi, Cacciatore dalla Sampdoria e, a sorpresa, Boijnov dallo Sporting Lisbona.
All'inizio del campionato la squadra viene considerata dalla stampa fra le favorite per la promozione.
Il campionato comincia il 28 agosto e l'Hellas va in casa del Modena, i canarini riescono a fermare i gialloblù sull'1-1, con Francesco Signori che pareggia per il Modena dopo la rete iniziale su calcio di punizione del neo acquisto Bacinovic. Subito dopo il pareggio all'esordio l'Hellas Verona viene fermato anche tra le mura amiche del Bentegodi dall'arrembante Spezia, il cui scatto iniziale si rivelerà però solo un fuoco di paglia. La prima vittoria arriva invece alla terza giornata nella seconda gara consecutiva al Bentegodi giocata contro la Reggina, superata con un secco 2-0. Seguirà poi anche la vittoria in un combattutissimo derby contro il Vicenza finito sul 3-2.
Alla fine del girone di andata i gialloblù di Mandorlini si ritrovano in un'ottima posizione di classifica: il terzo posto con 39 punti, dietro solo al Livorno (43) e a un Sassuolo schiacciasassi (48), con dieci punti di vantaggio sulle inseguitrici Modena, Padova, Empoli, Cittadella e Varese, tutte ferme a quota 29. L'unico rammarico fu quello di aver gettato via dei punti facili in trasferte come quella di Padova e Crotone.
Il girone di ritorno vide il Verona ripetere a tratti la strada già tracciata nella prima metà del campionato, conoscendo una fase di difficoltà solo nel mese di febbraio, quando i gialloblù persero due partite di fila: un derby giocato sfortunato contro il Vicenza, con i biancorossi che vinsero 1-0 al Bentegodi con l'unico tiro in porta di tutta la partita, e un'altrettanto sfortunata partita giocata a Novara con il Verona costretto a giocare con un uomo di meno per tutto il secondo tempo a causa di una follia di Bacinovic, espulso direttamente dopo una gomitata rifilata a un avversario, perdendo di nuovo 1-0. L'allenatore Mandorlini e la sua squadra risposero alle pesanti ed eccessive critiche piovute sulla squadra con i fatti, vincendo due partite di fila contro Varese e Bari (entrambe superate con un netto 2-0), per poi uscire nuovamente sconfitti in casa dal Padova (unica squadra del torneo ad aver battuto i gialloblù sia all'andata che al ritorno, come il Pescara l'anno prima).
Dopo la sconfitta contro i biancoscudati, il presidente Setti e il d.s. Sogliano fecero sentire forte la loro voce spronando la squadra e incoraggiando ogni singolo elemento del gruppo, perseverando poi nel dare fiducia a mister Mandorlini. Il Verona, da quel momento in poi, non perderà più una sola partita e metterà insieme ben 13 risultati utili consecutivi, frutto di 8 vittorie e 5 pareggi. L'ultimo di questi, ottenuto all'ultima giornata contro l'Empoli il 18 maggio 2013 (solo pochi giorni prima dei festeggiamenti per i 110 anni del club), diede ai gialloblù la matematica certezza della promozione.
Il campionato venne vinto dal Sassuolo, nonostante una paurosa flessione nelle ultime settimane, con 85 punti. L'Hellas Verona arrivò subito dietro, a quota 82. Alle sue spalle, a quota 80, il Livorno, tallonato per tutto il girone di ritorno e infine superato e costretto al terzo posto e ai Play-Off. I gialloblù tornarono così in Serie A dopo 11 anni, regalando un'altra immensa gioia ai suoi tifosi appena due anni dopo il tripudio per la promozione in B, guidato ancora una volta da mister Mandorlini al terzo anno a Verona che divenne il primo allenatore capace di ottenere due promozioni sulla panchina scaligera.
Il merito della promozione fu da dividere tra l'ancora una volta trionfatore mister, il neopresidente Setti, il direttore sportivo Sogliano autore di una monumentale campagna acquisti (e pronto anche a dirigere la squadra dalla panchina, come avvenne nel secondo tempo dell'infuocato derby del Garda giocato contro il Brescia e vinto per 4-2, dopo l'espulsione sia del mister che del suo vice Bordin), il direttore generale Gardini e il presidente uscente Martinelli, indimenticato e indimenticabile salvatore del club che seppur in precarie condizioni di salute ebbe il piacere di vivere una delle gioie più grandi della sua vita.

## Divise e sponsor
Lo sponsor tecnico per la stagione rimane ancora Asics per l'ottava stagione, mentre i main sponsor sono Agsm, Sicurint group e Protec e Leaderform.
La prima maglia è blu, con una striscia gialla sul fianco e con il disegno di due mastini sulle maniche, con pantaloncini blu e calzettoni blu con risvolto giallo; la seconda maglia è uguale alla prima ma a colori invertiti; la terza è nera con delle sottili strisce gialle oblique. Per quanto riguarda i portieri, la prima divisa è verde.
| Casa | Trasferta | Terza divisa |

## Organigramma societario
Dal sito internet della società:
Area direttiva
- Presidente: Maurizio Setti
- Vicepresidente: Giovanni Martinelli
- Direttore Generale: Giovanni Gardini

Area sportiva
- Direttore sportivo: Sean Sogliano
- Segretario generale: Massimiliano Dibrogni

Area comunicazione
- Responsabile comunicazione e ufficio stampa: Simone Puliafito

Organizzazione Esecutiva
- Responsabile amministrativo: Pierluigi Marzola
- Segretario amministrativo: Eugenio Spiazzi di Corte Regia
- Responsabile marketing: Simone Salizzoni

Area logistica
- Responsabile informatico e biglietteria: Moris Rigodanze
- Vice-responsabile biglietteria: Nicola Bertaiola
- Segreteria: Elena Fraccaroli

Area tecnica
- Allenatore: Andrea Mandorlini
- Allenatore in seconda: Roberto Bordin
- Allenatore dei portieri: Ermes Morini
- Preparatore atletico: Mauro Marini
- Analista video: Simone Baggio

Area sanitaria
- Responsabile sanitario: Carlo Pasini
- Medico sociale:
  - Alberto Fontana
  - Luca Sebastiano
- Fisioterapista:
  - Alberto Previdi
  - Robert Kindt

## Rosa
Dal sito internet della società:
| N. |                      | Ruolo | Calciatore                 |
| -- | -------------------- | ----- | -------------------------- |
| 1  | Brasile (bandiera)   | P     | Rafael                     |
| 2  | Francia (bandiera)   | D     | Tony Huston                |
| 3  | Italia (bandiera)    | D     | Michelangelo Albertazzi    |
| 4  | Italia (bandiera)    | C     | Simon Laner                |
| 5  | Italia (bandiera)    | D     | Luca Ceccarelli (capitano) |
| 6  | Brasile (bandiera)   | C     | Raphael Martinho           |
| 7  | Argentina (bandiera) | C     | Emanuel Rivas              |
| 8  | Italia (bandiera)    | A     | Daniele Cacia              |
| 9  | Italia (bandiera)    | A     | Nicola Ferrari             |
| 10 | Islanda (bandiera)   | C     | Emil Hallfreðsson          |
| 12 | Brasile (bandiera)   | P     | Nícolas                    |
| 13 | Italia (bandiera)    | A     | Alessandro Sgrigna         |
| 14 | Italia (bandiera)    | D     | Matteo Bianchetti          |
| 15 | Paraguay (bandiera)  | A     | César Verdún               |

| N. |                      | Ruolo | Calciatore                       |
| -- | -------------------- | ----- | -------------------------------- |
| 16 | Danimarca (bandiera) | C     | Matti Lund Nielsen               |
| 17 | Italia (bandiera)    | C     | Alessandro Carrozza              |
| 18 | Grecia (bandiera)    | D     | Vaggelīs Moras                   |
| 19 | Italia (bandiera)    | C     | Jorginho                         |
| 20 | Italia (bandiera)    | D     | Domenico Maietta (vice capitano) |
| 21 | Argentina (bandiera) | A     | Juanito Gomez                    |
| 23 | Italia (bandiera)    | A     | Andrea Cocco                     |
| 24 | Slovenia (bandiera)  | C     | Armin Bačinovič                  |
| 25 | Spagna (bandiera)    | D     | José Ángel Crespo                |
| 27 | Italia (bandiera)    | D     | Giuseppe Pugliese                |
| 28 | Paraguay (bandiera)  | C     | Óscar Arzamendia                 |
| 29 | Italia (bandiera)    | D     | Fabrizio Cacciatore              |
| 30 | Italia (bandiera)    | D     | Alessandro Agostini              |
| 33 | Italia (bandiera)    | P     | Alessandro Berardi               |

## Calciomercato

### Sessione estiva(dal 1º luglio al 31 agosto)
| Acquisti | Acquisti                | Acquisti         | Acquisti      |
| R.       | Nome                    | da               | Modalità      |
| -------- | ----------------------- | ---------------- | ------------- |
| C        | Paolo Grossi            | Siena            | definitivo    |
| C        | Alessandro Carrozza     | Varese           | definitivo    |
| A        | Emanuel Rivas           | Varese           | definitivo    |
| C        | Simone Calvano          | Milan            | prestito      |
| C        | Armin Bačinovič         | Palermo          | prestito      |
| D        | José Ángel Crespo       | Bologna          | prestito      |
| C        | Simon Laner             | AlbinoLeffe      | prestito      |
| D        | Ivan Fatić              | Chievo           | prestito      |
| C        | Raphael Martinho        | Catania          | prestito      |
| D        | Tony Huston             | Le Mans          | definitivo    |
| A        | Andrea Cocco            | AlbinoLeffe      | definitivo    |
| D        | Michelangelo Albertazzi | Milan            | prestito      |
| A        | Dino Martinović         | Gorica           | definitivo    |
| D        | Vaggelīs Moras          | Cesena           | definitivo    |
| P        | Simon Sluga             | Rijeka           | prestito      |
| A        | Kris Jogan              | Gorica           | definitivo    |
| A        | Daniele Cacia           | Lecce            | definitivo    |
| P        | Alessandro Berardi      | Lazio            | prestito      |
| D        | Fabrizio Cacciatore     | Sampdoria        | prestito      |
| A        | Valeri Božinov          | Sporting Lisbona | prestito      |
| A        | Ernesto Torregrossa     | Monza            | fine prestito |
| C        | Salif Dianda            | Ternana          | fine prestito |
| A        | Nicola Ciotola          | Como             | fine prestito |
| A        | Giuseppe Le Noci        | Cremonese        | fine prestito |
| A        | Luca Viviani            | Pro Patria       | fine prestito |
| D        | Dario Campagna          | Piacenza         | fine prestito |
| D        | Davide Bertolucci       | Taranto          | fine prestito |
| C        | Lorenzo Testini         | Cerea            | fine prestito |

| Cessioni | Cessioni             | Cessioni     | Cessioni      |
| R.       | Nome                 | a            | Modalità      |
| -------- | -------------------- | ------------ | ------------- |
| A        | Saša Bjelanović      | CFR Cluj     | definitivo    |
| C        | Manuel Mancini       | Salernitana  | prestito      |
| A        | Dino Martinović      | AlbinoLeffe  | prestito      |
| A        | Emanuele Berrettoni  | Bassano      | definitivo    |
| A        | Kris Jogan           | Gorica       | prestito      |
| C        | Giuseppe Russo       | Ascoli       | prestito      |
| A        | Dario Campagna       | Venezia      | definitivo    |
| A        | Nicola Ciotola       | L'Aquila     | definitivo    |
| D        | Massimiliano Scaglia | Pro Vercelli | definitivo    |
| D        | Francesco Cangi      | Cremonese    | prestito      |
| A        | Giuseppe Le Noci     | Cremonese    | definitivo    |
| A        | Thomas Pichlmann     | Spezia       | definitivo    |
| C        | Gennaro Esposito     | Perugia      | prestito      |
| A        | Ernesto Torregrossa  | Como         | prestito      |
| C        | Salif Dianda         | Ternana      | definitivo    |
| P        | Pierluigi Frattali   |              | svincolato    |
| A        | Marco D'Alessandro   | Roma         | fine prestito |
| C        | Niccolò Galli        | Parma        | fine prestito |
| C        | Andrea Doninelli     | Genoa        | fine prestito |
| A        | Matthias Lepiller    | Fiorentina   | fine prestito |
| D        | Víctor Mareco        | Brescia      | fine prestito |

### Sessione invernale(dal 3 al 31 gennaio)
| Acquisti | Acquisti                     | Acquisti     | Acquisti          |
| R.       | Nome                         | da           | Modalità          |
| -------- | ---------------------------- | ------------ | ----------------- |
| D        | Alessandro Agostini          | Torino       | prestito          |
| D        | Matteo Bianchetti            | Inter        | prestito          |
| C        | Simone Calvano               | Milan        | compartecipazione |
| C        | Simone Ceccarelli            |              | svincolato        |
| C        | Mattia Spezzani              | Modena       | definitivo        |
| A        | Salvatore Maiorana           | L.R. Vicenza | prestito          |
| A        | Matias Brancalhao Nickthiell | Noroeste     | prestito          |
| A        | Daniele Ragatzu              | Cagliari     | definitivo        |
| A        | Alessandro Sgrigna           | Torino       | definitivo        |

| Cessioni | Cessioni            | Cessioni         | Cessioni      |
| R.       | Nome                | a                | Modalità      |
| -------- | ------------------- | ---------------- | ------------- |
| D        | Matteo Abbate       | Pro Vercelli     | prestito      |
| D        | Francesco Cangi     | Perugia          | prestito      |
| D        | Ivan Fatić          | Chievo           | fine prestito |
| C        | Simone Calvano      | San Marino       | prestito      |
| C        | Paolo Grossi        | Siena            | fine prestito |
| C        | Mattia Spezzani     | Mantova          | prestito      |
| A        | Valeri Bojinov      | Sporting Lisbona | fine prestito |
| A        | Daniele Ragatzu     | Pro Vercelli     | prestito      |
| A        | Ernesto Torregrossa | Lumezzane        | prestito      |

## Risultati

### Serie B

#### Girone di andata
| Arbitro: | Cervellera (Taranto) |

|             |           |               |
| Signori 49’ | Marcatori | 15’ Bačinovič |

| Arbitro: | Giancola (Vasto) |

|                    |           |                   |
| Juanito 69’ (rig.) | Marcatori | 41’ d. Di Gennaro |

| Arbitro: | Irrati (Pistoia) |

|                             |           |  |
| Laner 9’ Juanito 51’ (rig.) | Marcatori |  |

| Arbitro: | Palazzino (Ciampino) |

|                               |           |                              |
| Malonga 9’ Pinardi 56’ (rig.) | Marcatori | 14’, 45+2’ Cacia 65’ Maietta |

| Arbitro: | Ciampi (Roma) |

|             |           |              |
| Martinho 4’ | Marcatori | 84’ Alhassan |

| Arbitro: | Baracani (Firenze) |

|  |           |                     |
|  | Marcatori | 36’, 59’, 74’ Cacia |

| Arbitro: | Ostinelli (Como) |

|             |           |  |
| Bojinov 88’ | Marcatori |  |

| Arbitro: | Velotto (Grosseto) |

|                           |           |                 |
| Farias 35’ Raimondi 90+4’ | Marcatori | 7’ Hallfreðsson |

| Arbitro: | Abbattista (Molfetta) |

|                |           |  |
| Cacia 33’, 83’ | Marcatori |  |

| Arbitro: | Nasca (Bari) |

|  |           |                        |
|  | Marcatori | 71’ Cacia 89’ Martinho |

| Arbitro: | Merchiori (Ferrara) |

|                                     |           |  |
| Cacia 78’ (rig.) Juanito 85’ (rig.) | Marcatori |  |

| Arbitro: | Di Bello (Brindisi) |

|                                                   |           |                                      |
| Gabionetta 22’ (rig.) Pettinari 78’ Maiello 90+3’ | Marcatori | 18’ Martinho 40’ Cocco 90+1’ Juanito |

| Arbitro: | Pinzani (Empoli) |

|             |           |  |
| Juanito 42’ | Marcatori |  |

| Arbitro: | Irrati (Pistoia) |

|  |           |                                 |
|  | Marcatori | 67’ (rig.) Cacia 90+4’ Martinho |

| Arbitro: | Baracani (Firenze) |

|           |           |             |
| Rivas 16’ | Marcatori | 53’ Đoković |

| Arbitro: | Palazzino (Ciampino) |

|                       |           |           |
| Schiavon 47’ Maah 74’ | Marcatori | 29’ Laner |

| Arbitro: | Giancola (Vasto) |

|                                  |           |  |
| Daprelà 45+1’ L.A. Scaglia 90+2’ | Marcatori |  |

| Arbitro: | Borriello (Mantova) |

|                                           |           |          |
| Hallfreðsson 1’ Juanito 8’ Albertazzi 49’ | Marcatori | 68’ Zaza |

| Vercelli 15 dicembre 2012, ore 15:00 CET 19ª giornata | Pro Vercelli      | 0 – 0 referto | Verona | Stadio Silvio Piola (2.135 spett.)\| Arbitro: \| Mariani (Aprilia) \| |
| Arbitro:                                              | Mariani (Aprilia) |               |        |                                                                       |

| Arbitro: | Gavillucci (Latina) |

|                  |           |  |
| Cacia 54’ (rig.) | Marcatori |  |

| Arbitro: | Nasca (Bari) |

|              |           |                     |
| Saponara 57’ | Marcatori | 90+6’ L. Ceccarelli |

#### Girone di ritorno
| Arbitro: | Di Bello (Brindisi) |

|                            |           |                   |
| Cacia 8’, 64’ Jorginho 74’ | Marcatori | 2’ (aut.) Maietta |

| Arbitro: | Irrati (Pistoia) |

|  |           |           |
|  | Marcatori | 81’ Cacia |

| Arbitro: | Pinzani (Empoli) |

|          |           |           |
| Comi 73’ | Marcatori | 25’ Cacia |

| Arbitro: | Merchiori (Ferrara) |

|  |           |             |
|  | Marcatori | 75’ Semioli |

| Arbitro: | Gavillucci (Latina) |

|           |           |  |
| Pesce 53’ | Marcatori |  |

| Arbitro: | Di Bello (Brindisi) |

|                     |           |  |
| Moras 22’ Rivas 86’ | Marcatori |  |

| Arbitro: | Baracani (Firenze) |

|  |           |                     |
|  | Marcatori | 28’, 90+2’ Martinho |

| Arbitro: | Ciampi (Roma) |

|  |           |                       |
|  | Marcatori | 60’ Farias 67’ Cutolo |

| Arbitro: | Giancola (Vasto) |

|  |           |                                      |
|  | Marcatori | 25’ (rig.) N. Ferrari 30’ Cacciatore |

| Arbitro: | Tommasi (Bassano del Grappa) |

|              |           |              |
| Martinho 35’ | Marcatori | 10’ Paulinho |

| Arbitro: | Cervellera (Taranto) |

|             |           |                                 |
| Piccolo 40’ | Marcatori | 33’ Martinho 90+1’ (rig.) Cacia |

| Arbitro: | Ostinelli (Como) |

|                            |           |                          |
| Cacia 60’, 64’ Sgrigna 67’ | Marcatori | 33’ Eramo 58’ De Giorgio |

| Arbitro: | Irrati (Pistoia) |

|               |           |                  |
| Pavoletti 30’ | Marcatori | 74’ Hallfreðsson |

| Arbitro: | Gavillucci (Latina) |

|                            |           |              |
| N. Ferrari 46’ Sgrigna 53’ | Marcatori | 67’ Bernardi |

| Cesena 12 aprile 2013, ore 21:00 CEST 36ª giornata | Cesena       | 0 – 0 referto | Verona | Stadio Dino Manuzzi (11.656 spett.)\| Arbitro: \| Nasca (Bari) \| |
| Arbitro:                                           | Nasca (Bari) |               |        |                                                                   |

| Verona 16 aprile 2013, ore 20:45 CEST 37ª giornata | Verona        | 0 – 0 referto | Cittadella | Stadio Marcantonio Bentegodi (13.806 spett.)\| Arbitro: \| Roca (Foggia) \| |
| Arbitro:                                           | Roca (Foggia) |               |            |                                                                             |

| Arbitro: | Mariani (Aprila) |

|                                        |           |                         |
| Jorginho 6’ Juanito 57’ Cacia 71’, 88’ | Marcatori | 4’, 11’ And. Caracciolo |

| Arbitro: | Candussio (Cervignano del Friuli) |

|  |           |                                                           |
|  | Marcatori | 7’ (rig.), 40’ Cacia 14’, 19’ (rig.) Juanito 31’ Martinho |

| Arbitro: | Di Paolo (Avezzano) |

|                                        |           |              |
| Cacciatore 35’ Juanito 51’ Sgrigna 72’ | Marcatori | 85’ Iemmello |

| Arbitro: | Ostinelli (Como) |

|  |           |                            |
|  | Marcatori | 4’, 53’ Cacia 66’ Martinho |

| Verona 18 maggio 2013, ore 15:00 CEST 42ª giornata | Verona        | 0 – 0 referto | Empoli | Stadio Marcantonio Bentegodi (24.779 spett.)\| Arbitro: \| Ciampi (Roma) \| |
| Arbitro:                                           | Ciampi (Roma) |               |        |                                                                             |

### Coppa Italia
| Arbitro: | Irrati (Pistoia) |

|                |           |                            |
| Rosso 12’, 53’ | Marcatori | 45’ Rivas 48’, 50’ Juanito |

| Arbitro: | Banti (Livorno) |

|                          |                      |                                  |
| Gilardino 32’            | Marcatori            | 65’ Bjelanović                   |
| Janković Immobile Canini | Tiri di rigore 1 – 4 | Bačinovič Jorginho Laner Maietta |

| Arbitro: | Peruzzo (Schio) |

|           |           |                    |
| Giorgi 7’ | Marcatori | 8’ Cocco 73’ Cacia |

| Arbitro: | Rocchi (Firenze) |

|                        |           |  |
| Cassano 50’ Guarín 54’ | Marcatori |  |